# Asynkryt (postać biblijna)
Asynkryt (gr. Ἀσύγκριτος) –  żyjąca w I wieku postać biblijna, święty prawosławny, jeden z Siedemdziesięciu dwóch.
Postać występująca w Nowym Testamencie w Liście do Rzymian apostoła Pawła. Zaliczany do grona Siedemdziesięciu dwóch wysłańców Jezusa Chrystusa. Wspomnienie liturgiczne w grupie apostołów przypada na 4/17 stycznia.